# Chiesa di Santa Chiara (Lecce)
La chiesa di Santa Chiara si trova nel centro storico di Lecce, in piazza Vittorio Emanuele II.

## Storia
La sua prima fondazione, voluta dal vescovo Tommaso Ammirato, risale al 1429; venne in seguito quasi completamente ristrutturata tra il 1687 e il 1691. La realizzazione della chiesa è opera dell'architetto Giuseppe Cino.

## Descrizione

### Esterno
La facciata, rimasta priva del fastigio superiore, presenta un andamento convesso scandito in due ordini da una cornice marcapiano modanata percorsa da un motivo a dentelli.
L'ordine inferiore accoglie un portale decorato con motivi vegetali e sormontato da un timpano mistilineo con al centro una nicchia ovale, sorretta da angeli sorridenti, e lo stemma dell'ordine delle clarisse. La superficie è scandita da colonne e paraste scanalate alternate da nicchie vuote abbellite da cartigli e medaglioni.
L'ordine superiore ripropone la disposizione delle nicchie affiancate a paraste scanalate doppie ai lati di un ampio finestrone centrale con timpano risolto in due volute laterali. Al centro del timpano un puttino alato rivela l'anno di completamento della costruzione (1691), scolpito sul nastro che ha tra le mani.

### Interno

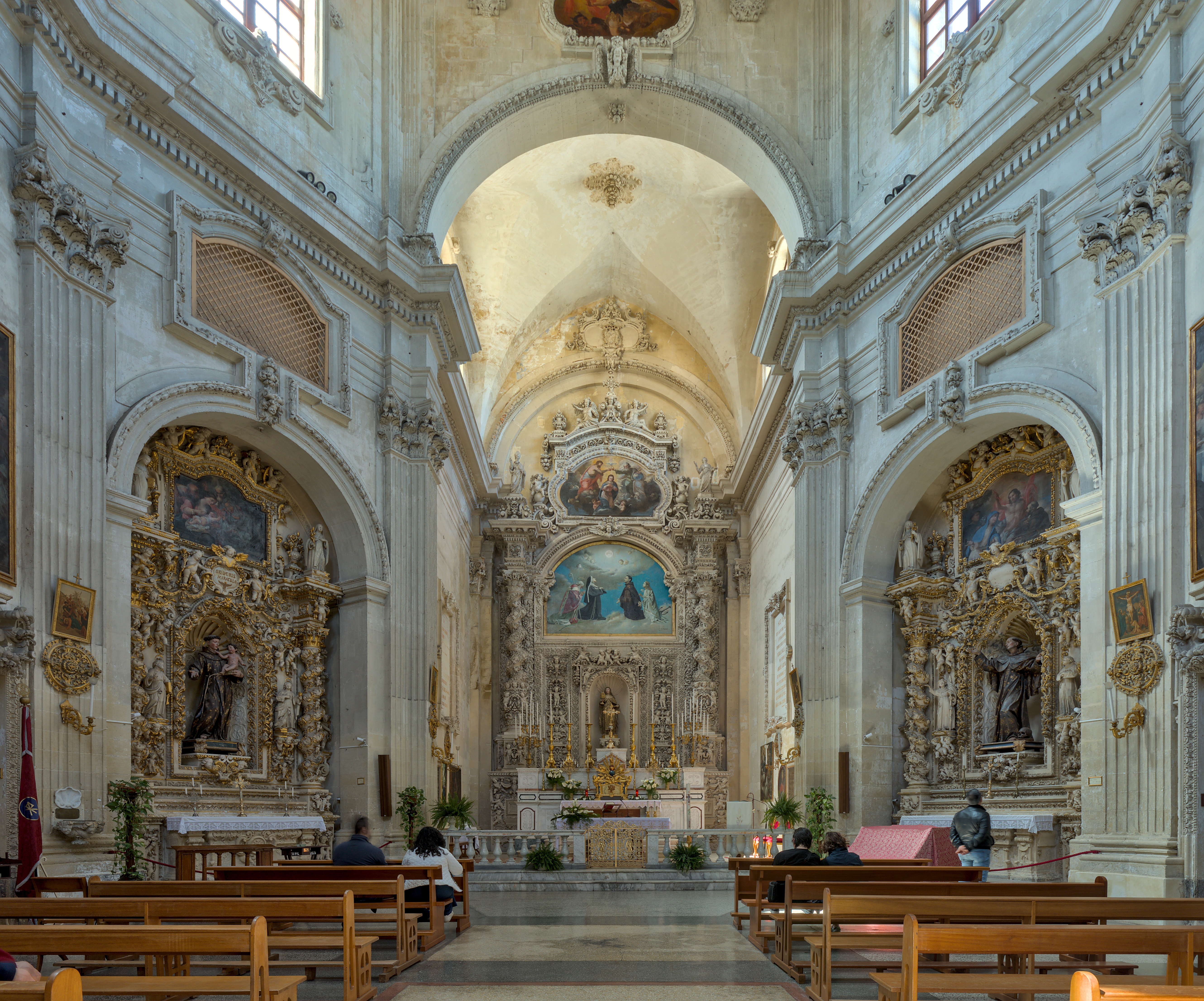
Interno

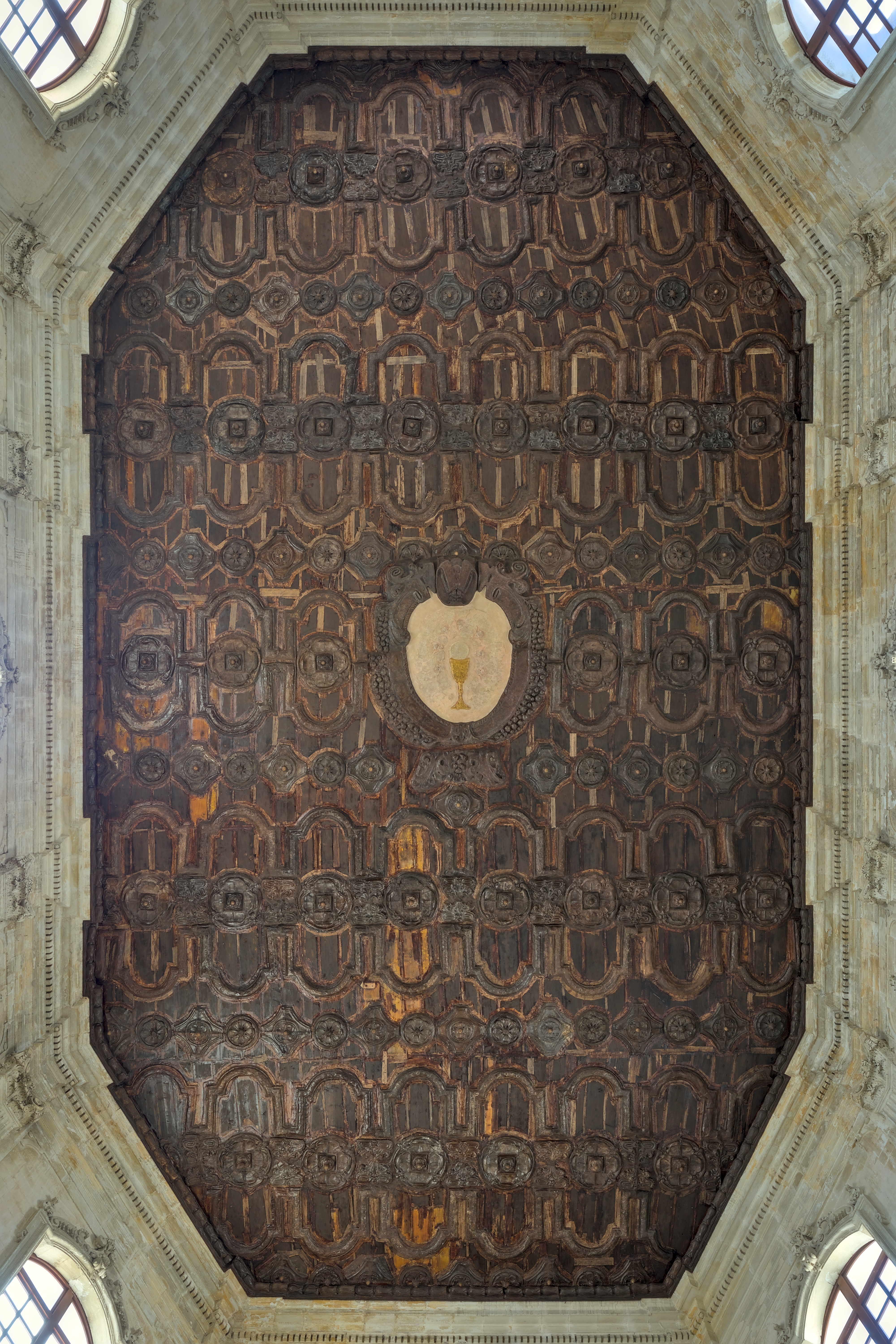
Soffitto

L'edificio presenta una pianta ottagonale allungata con profondo presbiterio coperto con volta a stella. Le pareti sono divise in due ordini da una cornice continua dentellata. Il primo ordine è percorso da paraste corinzie tra le quali si aprono brevi cappelle che accolgono complesse macchine d'altare. Gli altari, riccamente ornati con colonne tortili animate da angeli, volatili, volute, cartigli, ghirlande e sculture, accolgono le statue lignee di ambito napoletano della fine del XVII secolo raffiguranti san Francesco Saverio, san Francesco d'Assisi, san Pietro d'Alcantara, san Gaetano di Thiene, sant'Antonio da Padova e l'Immacolata. In corrispondenza delle cappelle si aprono, nel registro superiore, sette ampie finestre dal profilo mistilineo alternate a nicchie che accolgono le statue delle Beate Beatrice, Agnese, Amata e Ortolana. Lungo le pareti si aprono anche le grate dei cori da cui le monache partecipavano alle celebrazioni. Lo spazio esistente tra le varie cappelle è arricchito dalla presenza di alcuni dipinti raffiguranti scene evangeliche e santi: Assunzione della Vergine, Transito di Santa Chiara, Cristo Risorto, Vergine col Bambino, Sant'Ignazio da Loyola.
Il presbiterio è caratterizzato da un monumentale altare maggiore, ricco di elementi architettonici e ornato da due colonne tortili, che accoglie nella nicchia centrale la statua di santa Chiara d'Assisi.
Da segnalare è la presenza della tela di Sant'Agnese, in prossimità dell'altare di San Francesco d'Assisi, opera di Francesco Solimena.